# Rebelia w Syjamie (1733)
Rebelia w Syjamie 1733 (zwana też wojną domową w Syjamie 1733) to konflikt o tron Syjamu pomiędzy księciem Phra Bantunnnoi a księciem Aphai, młodszym synem zmarłego w roku 1733 króla Thai Sa. 
Phra Bantunnnoi był młodszym bratem króla Thai Sa (rządzącego w latach 1709-1733), sprawującego władzę w syjamskim Królestwie Ayutthaya. Thai Sa mianował go pierwotnie następcą tronu (uparatem). Thai Sa zmienił jednak zdanie i zamierzał jednak przekazać władzę w ręce swojego syna Narena (który odmówił, uznając pierwszeństwo stryja, i wstąpił do klasztoru), a następnie młodszego syna, Aphai. Uparat był skłonny pogodzić się z akcesją Narena, ale nie Aphai, uznając, że ten nie ma żadnego prawa do tronu.
Stronnictwo Aphai było początkowo znacznie silniejsze, dysponując czterdziestoma tysiącami żołnierzy wobec pięciu tysięcy Uparata. Odniosło też początkowe sukcesy w walkach w stolicy, efektywnie oblegając Phra Bantunnnoi w jego pałacu. Siły księcia Aphai osłabiały jednak wewnętrzne zatargi, i gdy nocna wycieczka wojsk uparata spowodowała popłoch w szeregach młodego księcia, jego żołnierze zaczęli dezerterować. Opuściło go też dwóch najważniejszych popleczników. W efekcie Aphai, wraz z młodszym bratem Boromnetem, uciekli z pałacu i schowali się na mokradłach.
Phra Bantunnnoi koronował się jako Maha Thammaraja II (aczkolwiek znany jest raczej pod imieniem Borommakot). Książęta zostali wyśledzeni i straceni, podobnie jak wielu ich popleczników. W tym samym roku, przeciwko Boromnakotowi powstało też 300 chińskich mieszkańców  Ayutthayi, ale i ten zryw zakończył się klęską, a 40 przywódców rebelii zostało straconych.